# 羅安 (印第安納州)
羅安（英語：Roann）是一個位於美國印第安納州沃巴什縣的城鎮。

## 人口
根據2010年美國人口普查的數據，羅安的面積為0.59平方千米，當中陸地面積為0.59平方千米，而水域面積為0.00平方千米。當地共有人口479人，而人口密度為每平方千米812人。